# RIFMA
RIFMA, acrónimo de Roentgen Isotopic Fluorescent Method of Analysis, método de análisis isotópico fluorescente Roentgen. Estudio químico de la superficie lunar efectuado por los laboratorios móviles soviéticos del programa Lunojod en sus dos misiones. Se trataba de un espectrómetro situado entre las ruedas, en la parte delantera de las sondas, el cual irradiaba un haz de rayos X que interactuaba con los electrones de las rocas lunares, que a su vez respondían con otras radiaciones, y dado que cada mineral emite unas radiaciones propias, era fácil identificar las muestras.
- Datos: Q6095746